# Metropolitangericht
Das Metropolitangericht (lateinisch tribunal metropolitanum) ist das Offizialat (Kirchengericht) in einem katholischen Erzbistum mit Sitz eines Metropoliten. Es entscheidet als Gerichtshof in erster Instanz über die Rechtssachen der Erzdiözese und in zweiter Instanz als Appellationsgericht für die Offizialate der Gerichte der anderen Bistümer der Kirchenprovinz. Die Appellationsinstanz für ein interdiözesanes Gericht wird gegebenenfalls durch die Bischofskonferenz festgelegt.
Die konkrete Benennung ist unterschiedlich. In Deutschland heißen die meisten Gerichte unabhängig von ihrer Zuordnung zu Bistum oder Erzbistum schlicht Offizialat. In Bayern und Österreich führen die Metropolitangerichte zur Klarstellung ihrer auch erstinstanzlichen Funktion Doppelbezeichnungen wie Offizialat und Metropolitangericht (Bamberg), Konsistorium und Metropolitangericht (München), Metropolitan- und Diözesangericht (Wien und Salzburg). Die Bezeichnung Metropolitangericht ist beispielsweise in Polen üblich (Sąd/Trybunał Metropolitalny).
Appellationsinstanz für die Entscheidungen des Metropolitangerichts in erster Instanz ist das vom Metropoliten bestimmte Gericht. Als dritte Instanz ist kraft päpstlichen Dekrets bisweilen das Metropolitangericht einer benachbarten Kirchenprovinz bestimmt. So ist das Offizialat Freiburg dritte Instanz für Rechtssachen des Erzbistums Köln, das Metropolitangericht Bamberg dritte Instanz für Rechtssachen der Kirchenprovinz München-Freising und der Diözesen Mainz und Rottenburg. Letzte Instanz ist in allen Fällen die Römische Rota, die die Gerichtsbarkeit des Papstes ausübt.
Wichtigste Aufgabe der Metropolitangerichte sind Ehenichtigkeitsverfahren, wobei seit dem 8. Dezember 2015 die obligatorischen Überprüfungen von Nichtigkeitserklärungen der ersten Instanz gemäß dem Motu proprio Mitis Iudex Dominus Iesus entfallen können. Aber auch Verstöße von Gläubigen gegen das Kirchenrecht können beim Metropolitangericht verhandelt werden. Oberster Richter ist der Erzbischof, der jedoch einen Kirchenrechtler, den Offizial, mit der Ausführung beauftragt.